# Ufficio delle Tenebre

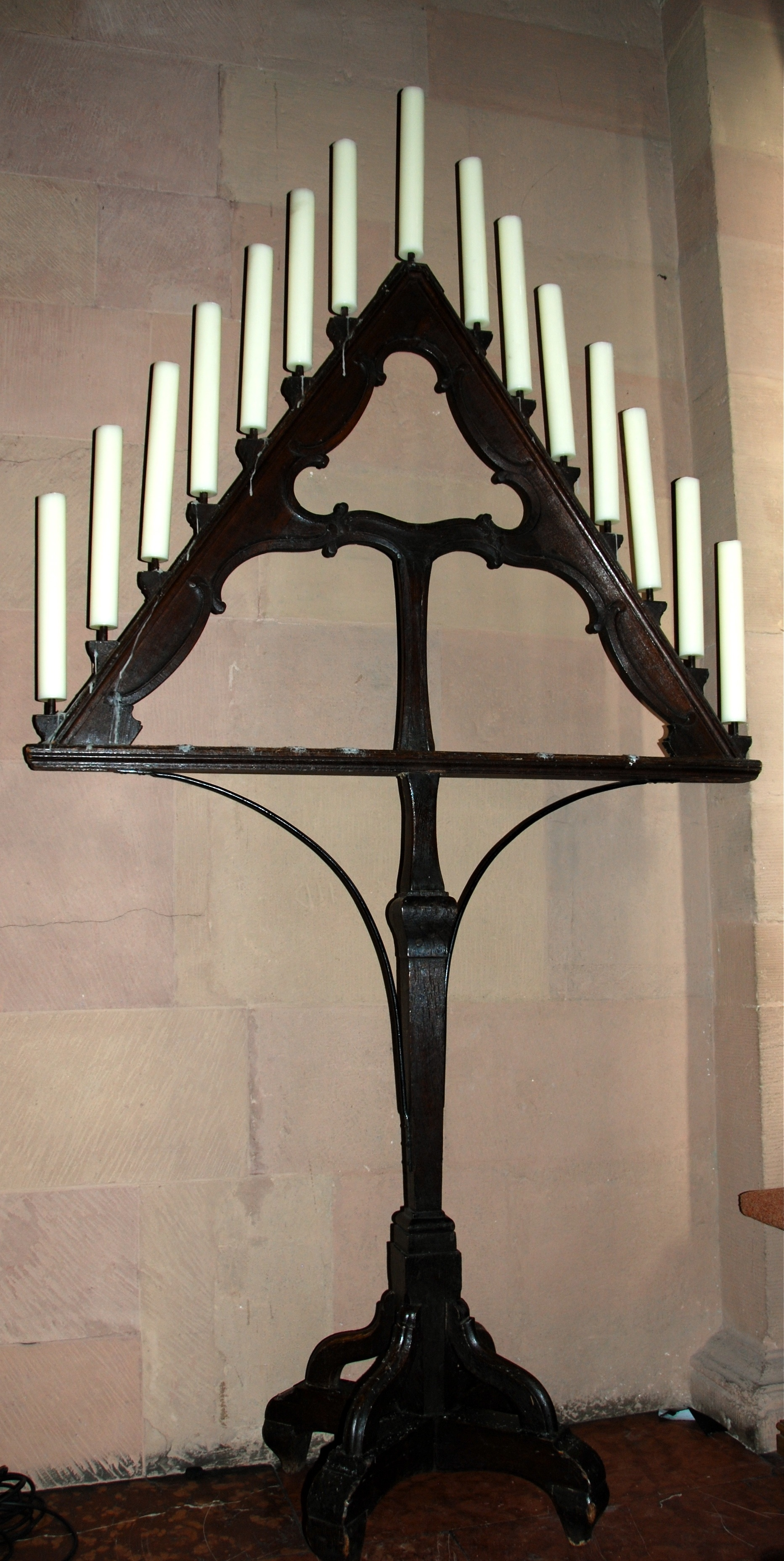
Quindici candele poste su una saettia per la celebrazione dell'Ufficio delle Tenebre nel Duomo di Magonza. Le candele sono spente dopo ciascun salmo durante la recita dell'Ufficio.

L'Ufficio delle Tenebre o semplicemente le Tenebre (in latino Tenebrae) è un ufficio liturgico della Chiesa cattolica, successivamente mutuato da altre confessioni cristiane, che si recita nei tre giorni che precedono la Pasqua ed è caratterizzato dallo spegnimento di quindici candele poste su una saettia, uno speciale candelabro di forma triangolare, e da un "terremoto" o "strepitus", un momento alla fine dell'ufficio in cui nella totale oscurità si battono i banchi con i libri o con le mani, producendo appunto uno strepito.
Le Tenebre sono la celebrazione dei mattutini e delle lodi degli ultimi tre giorni della Settimana Santa (Giovedì santo, Venerdì Santo e Sabato Santo), anticipata alla sera precedente.

## Liturgia cattolica

### Forma tradizionale
Nella Chiesa cattolica le Tenebre erano celebrate, con le speciali cerimonie previste, con la recita dei Mattutini e delle Lodi, le prime due ore canoniche dell'Ufficio divino di ognuno dei tre ultimi giorni della Settimana Santa. Nel rito romano le Tenebre erano celebrate in tutte le chiese con clero sufficiente, fino alla riforma liturgica della Settimana Santa nel 1955. Le tradizioni dell'Ufficio delle Tenebre risalgono almeno al IX secolo. I mattutini originariamente erano recitati nella notte, qualche ora dopo la mezzanotte, mentre le lodi erano celebrate all'alba, ma nel basso Medioevo furono anticipate al pomeriggio o alla sera precedenti, e presero il nome di "Tenebre" perché si concludevano nell'oscurità.
In seguito alla riforma della Settimana Santa del 1955, salvo dispensa, non è più possibile anticipare l'Ufficio delle Tenebre, tranne nel caso di chiese cattedrali in cui il Giovedì santo, a mattina, si debba svolgere la Messa crismale.
In seguito alla riforma, la recita dell'Ufficio delle Tenebre declinò completamente e l'Ufficio divino fu celebrato senza le speciali cerimonie tradizionali. Tuttavia, nella forma extraordinaria del rito romano, laddove non si osserva la riforma della Settimana Santa, l'Ufficio delle Tenebre si è conservato nella sua forma tradizionale.

#### Struttura delle Tenebre
La struttura si ripete identica per ciascuno dei tre giorni. La prima parte è costituita dal Mattutino, che è composto di tre notturni, ognuno con tre salmi, un versetto con responsorio, un Pater Noster recitato tutto in silenzio, seguito da tre lezioni, ognuna seguita da un responsorio. La seconda parte prevede la recita delle lodi che prevedono cinque salmi, un versetto con responsorio, e il Benedictus seguito dal Christus factus est, da un Pater Noster recitato tutto in silenzio e dall'orazione conclusiva. Come nel resto del tempo di Passione, non si aggiunge il Gloria Patri al termine dei salmi.
La principale cerimonia che accompagna l'ufficio è lo spegnimento delle candele poste su una saettia collocata nel presbiterio. Lo spegnimento delle candele segue un ordine preciso: le prime quattordici candele sono spente dopo ciascuno dei nove salmi del mattutino e dei cinque salmi delle lodi, partendo dalle candele più basse e spegnendone alternativamente una a destra e una a sinistra. Rimangono accese fino al Benedictus le sei candele dell'altare. Al termine del Benedictus ogni altra luce presente in chiesa deve essere spenta, e l'ultima candela rimasta accesa viene tolta dalla saettia e collocata dietro l'altare, in modo che la sua luce sia schermata dall'altare stesso, e così l'ufficio termina nell'oscurità totale. Il "terremoto" o strepitus, che si produce sbattendo i libri o le mani contro il banco o anche sbattendo i piedi, simboleggia il terremoto verificatosi alla morte del Signore, ma potrebbe essere stato in origine un segnale di congedo. Dopo aver mostrato la candela accesa al popolo, la si spegne e la si mette sul tavolo della credenza o la si porta in sacrestia. Il congedo avviene in silenzio.

#### I contenuti
| Nota: la numerazione dei salmi è quella della Vulgata | Giovedì                                                       | Venerdì                                               | Sabato                                                | Cerimonie                                                                                                |
| Nota: la numerazione dei salmi è quella della Vulgata | Mattutino                                                     |                                                       |                                                       | |
| Nota: la numerazione dei salmi è quella della Vulgata | I Notturno (lezioni delle Lamentazioni di Geremia)            |                                                       |                                                       | |
| Antifona                                              | Zelus domus                                                   | Astiterunt reges terrae                               | In pace                                               | |
| Salmo                                                 | Salmo 68                                                      | Salmo 2                                               | Salmo 4                                               | Si spegne la I candela                                                                                   |
| Antifona                                              | Avertantur retrorsum                                          | Diviserunt sibi                                       | Habitabit in tabernaculo                              | |
| Salmo                                                 | Salmo 69                                                      | Salmo 21                                              | Salmo 14                                              | Si spegne la II candela                                                                                  |
| Antifona                                              | Deus meus eripe me                                            | Insurrexerunt in me                                   | Caro mea                                              | |
| Salmo                                                 | Salmo 70                                                      | Salmo 26                                              | Salmo 15                                              | Si spegne la III candela                                                                                 |
| Versetto                                              | Avertantur retrorsum                                          | Diviserunt sibi                                       | In pace in idipsum                                    | |
|                                                       | Pater Noster (in silenzio)                                    |                                                       |                                                       | |
| I lezione                                             | Lamentazioni 1,1–5                                            | Lamentazioni 2,8–11                                   | Lamentazioni 3,22–30                                  | |
| I responsorio                                         | In monte Oliveti                                              | Omnes amici mei                                       | Sicut ovis                                            | |
| II lezione                                            | Lamentazioni 1,6–9                                            | Lamentazioni 2,12–15                                  | Lamentazioni 4,1–6                                    | |
| II responsorio                                        | Tristis est anima mea                                         | Velum templi                                          | Jerusalem surge                                       | |
| III lezione                                           | Lamentazioni 1,10–14                                          | Lamentazioni 3,1–9                                    | Lamentazioni 5,1–11                                   | |
| III responsorio                                       | Ecce vidimus                                                  | Vinea mea                                             | Plange quasi virgo                                    | |
|                                                       | II Notturno (lezioni del Trattato sui salmi di Sant'Agostino) |                                                       |                                                       | |
| Antifona                                              | Liberavit Dominus                                             | Vim faciebant                                         | Elevamini                                             | |
| Salmo                                                 | Salmo 71                                                      | Salmo 37                                              | Salmo 23                                              | Si spegne la IV candela                                                                                  |
| Antifona                                              | Cogitaverunt impii                                            | Confundantur                                          | Credo videre                                          | |
| Salmo                                                 | Salmo 72                                                      | Salmo 39                                              | Salmo 26                                              | Si spegne la V candela                                                                                   |
| Antifona                                              | Exsurge, Domine                                               | Alieni insurrexerunt                                  | Domine, abstraxisti                                   | |
| Salmo                                                 | Salmo 73                                                      | Salmo 53                                              | Salmo 29                                              | Si spegne la VI candela                                                                                  |
| Versetto                                              | Deus meus, eripe me                                           | Insurrexerunt in me                                   | Tu autem                                              | |
|                                                       | Pater Noster (in silenzio)                                    |                                                       |                                                       | |
| IV lezione                                            | Sul Salmo 54                                                  | Sul Salmo 63                                          | Sul Salmo 63                                          | |
| IV responsorio                                        | Amicus meus                                                   | Tamquam ad latronem                                   | Recessit pastor noster                                | |
| V lezione                                             | Sul Salmo 54                                                  | Sul Salmo 63                                          | Sul Salmo 63                                          | |
| V responsorio                                         | Judas mercator pessimus                                       | Tenebrae factae sunt                                  | O vos omnes                                           | |
| VI lezione                                            | Sul Salmo 54                                                  | Sul Salmo 63                                          | Sul Salmo 63                                          | |
| VI responsorio                                        | Unus ex discipulis                                            | Animam meam dilectam                                  | Ecce quomodo                                          | |
|                                                       | III Notturno (lezioni dal Nuovo Testamento)                   |                                                       |                                                       | |
| Antifona                                              | Dixi iniquis                                                  | Ab insurgentibus                                      | Deus adjuvat me                                       | |
| Salmo                                                 | Salmo 74                                                      | Salmo 58                                              | Salmo 53                                              | Si spegne la VII candela                                                                                 |
| Antifona                                              | Terra tremuit                                                 | Longe fecisti                                         | In pace factus                                        | |
| Salmo                                                 | Salmo 75                                                      | Salmo 87                                              | Salmo 75                                              | Si spegne l'VIII candela                                                                                 |
| Antifona                                              | In die tribulationis                                          | Captabunt                                             | Factus sum                                            | |
| Salmo                                                 | Salmo 76                                                      | Salmo 93                                              | Salmo 87                                              | Si spegne la IX candela                                                                                  |
| Versetto                                              | Exsurge, Domine                                               | Locuti sunt adversum me                               | In pace factus est                                    | |
|                                                       | Pater Noster (in silenzio)                                    |                                                       |                                                       | |
| VII lezione                                           | 1 Corinzi 11,17–22                                            | Ebrei 4,11–15                                         | Ebrei 9,11–14                                         | |
| VII responsorio                                       | Eram quasi agnus innocens                                     | Tradiderunt me                                        | Astiterunt reges terrae                               | |
| VIII lezione                                          | 1 Corinzi 11,23–26                                            | Ebrei 4,16–5,3                                        | Ebrei 9,15–18                                         | |
| VIII responsorio                                      | Una hora                                                      | Jesum tradidit                                        | Aestimatus sum                                        | |
| IX lezione                                            | 1 Corinzi 11,27–34                                            | Ebrei 5,4–10                                          | Ebrei 9,19–22                                         | |
| IX responsorio                                        | Seniores populi                                               | Caligaverunt oculi mei                                | Sepulto Domino                                        | |
|                                                       | Lodi                                                          |                                                       |                                                       | |
| Antifona                                              | Justificeris, Domine                                          | Proprio Filio                                         | O mors                                                | |
| Salmo                                                 | Salmo 50                                                      | Salmo 50                                              | Salmo 50                                              | Si spegne la X candela                                                                                   |
| Antifona                                              | Dominus tamquam ovis                                          | Anxiatus est                                          | Plangent eum                                          | |
| Salmo                                                 | Salmo 89                                                      | Salmo 142                                             | Salmo 91                                              | Si spegne l'XI candela                                                                                   |
| Antifona                                              | Contritum est cor meum                                        | Ait latro ad latronem                                 | Attendite                                             | |
| Salmo                                                 | Salmo 62+66 (fino al 1912) Salmo 35 (dal 1912)                | Salmo 62+66 (fino al 1912) Salmo 84 (dal 1912)        | Salmo 62+66 (fino al 1912) Salmo 63 (dal 1912)        | Si spegne la XII candela                                                                                 |
| Antifona                                              | Exhortatus es                                                 | Dum conturbata                                        | A porta inferi                                        | |
| Antico Testamento cantico                             | Cantico di Mosè Esodo 15,1–18                                 | Cantico di Abacuc Abacuc 3,2–19                       | Cantico di Ezechia Isaia 38,10–20                     | Si spegne la XIII candela                                                                                |
| Antifona                                              | Oblatus est                                                   | Memento mei                                           | O vos omnes qui transitis                             | |
| Salmo                                                 | Salmo 148+149+150 (fino al 1912) Salmo 146 (dal 1912)         | Salmo 148+149+150 (fino al 1912) Salmo 147 (dal 1912) | Salmo 148+149+150 (fino al 1912) Salmo 150 (dal 1912) | Si spegne la XIV candela                                                                                 |
| Versetto                                              | Homo pacis meae                                               | Collocavit me                                         | Caro mea                                              | |
| Antifona                                              | Traditor autem                                                | Posuerunt super caput                                 | Mulieres sedentes                                     | |
| Benedictus                                            | Cantico di Zaccaria Luca 1,68–79                              | Cantico di Zaccaria Luca 1,68–79                      | Cantico di Zaccaria Luca 1,68–79                      | Si spengono le candele dell'altare; l'ultima candela accesa è nascosta dopo la ripetizione dell'antifona |
|                                                       | Christus factus est Filippesi 2,8–9                           |                                                       |                                                       | |
|                                                       | Pater Noster (in silenzio)                                    |                                                       |                                                       | |
|                                                       | Salmo 50                                                      |                                                       |                                                       | |
| Orazione                                              | Respice quaesumus                                             | Respice quaesumus                                     | Respice quaesumus                                     | Segue lo strepitus; la candela accesa viene mostrata                                                     |

#### Musica

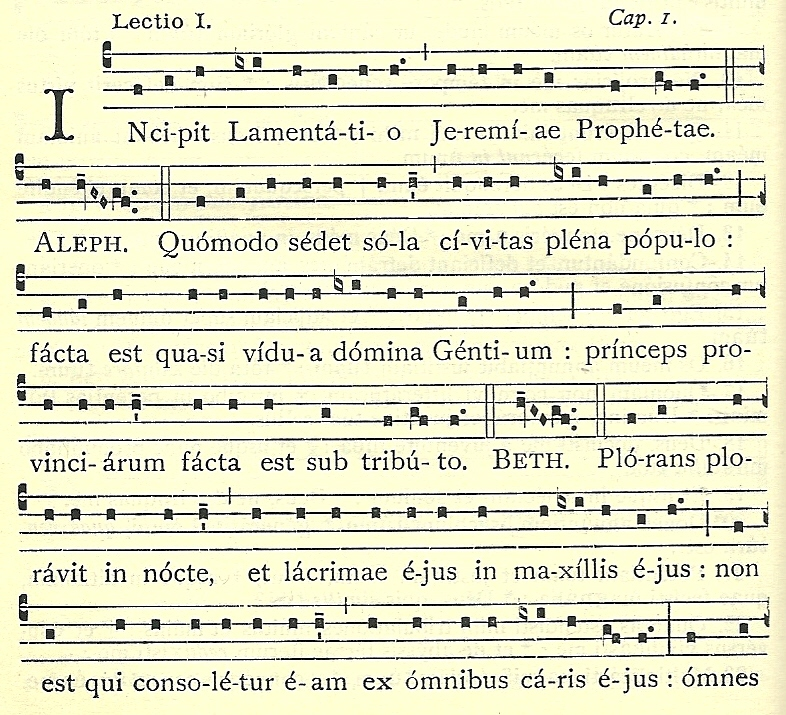
L'inizio delle Lamentazioni di Geremia è stato definito "la melodia più triste di tutto il repertorio musicale".

Le lezioni del I notturno di ciascun giorno sono prese dal Libro delle Lamentazioni e sono cantate su un tono gregoriano specifico (tonus lamentationum), che è stato definito "la melodia più triste di tutto il repertorio musicale". Fa eccezione la III lezione del Sabato Santo, in cui l'Oratio Jeremiae si può cantare facoltativamente su una melodia più ornata di origine mozarabica.
Le Lamentazioni di Geremia sono state musicate in polifonia da molti compositori, fra cui Giovanni Pierluigi da Palestrina, Thomas Tallis e Orlando di Lasso. Il testo di queste composizioni è comune al genere musicale delle Leçons de ténèbres che si sviluppa nell'ambito della musica barocca francese, in cui spiccano le composizioni di Marc-Antoine Charpentier e di François Couperin. Nel XX secolo Ernst Křenek fu autore delle sue Lamentatio Jeremiae prophetae, Op. 93.
Le lezioni del II e del III notturno sono recitate sul consueto tono delle lezioni (tonus lectionum) e sono state quasi sempre ignorate dai compositori, con l'eccezione di Manuel Cardoso.
I responsori delle Tenebre, invece, sono stati messi in musica da molti compositori, fra cui Lasso, Gesualdo, Victoria, Marc-Antoine Charpentier e Jan Dismas Zelenka. Il Miserere di Gregorio Allegri, per il mattutino, è la composizione più nota per le Tenebre. Anche Gesualdo prevede un suo Miserere per i Tenebrae Responsoria, insieme a un Benedictus.